# Валдштейнський палац
50°05′24″ пн. ш. 14°24′24″ сх. д. / 50.09° пн. ш. 14.40666667° сх. д.
Валдштейнський палац (чеськ. Valdštejnský palác) - палац Альбрехта Валленштейна в столиці Чехії місті Празі.
Валдштейнський палац розташований в празькому історичному районі - на Малій Страні, і є найбільшим за розмірами палацом доби ранішнього бароко в Чехії.
З 1992 року - місце засідань Сенату Чехії.

## Історія

### Замовник

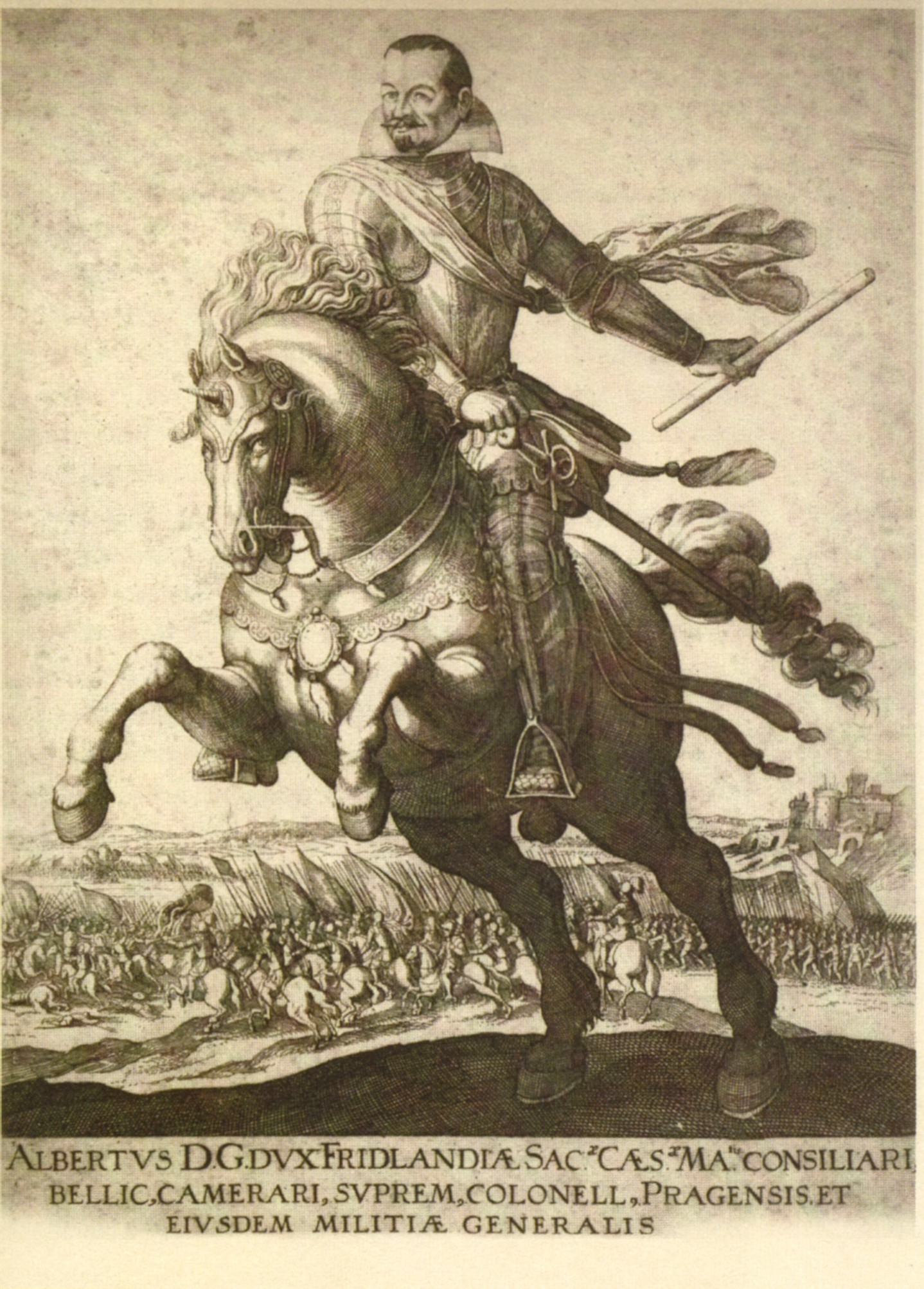
Кінний портрет Альбрехта Валдштейна, гравюра на міді, (бл. 1625)

Походив з дрібної шляхти, отримав університетську освіту в Болоньї і Павії (Італія). Зробив блискучу військову кар'єру, став генералісімусом. Розбагатів завдяки вигідному шлюбу, видаткам від імператора, воєнним грабежам, широким конфіскаціям майна чеських аристократів і загарбанню їх собі. Пихатий вельможа Вальдштейн плекав надії відокремлення від Австрійської імперії і панування в Богемії (тодішній Чехії). Аби додати собі значущості він розпочав будівництво в Празі величезного палацу небачених форм, розкошів і вигадливості. За намірами вельможі, його палац і сад мали перебільшити розміри і велич королівського палацу і саду в Празі.

### Бригада архітекторів

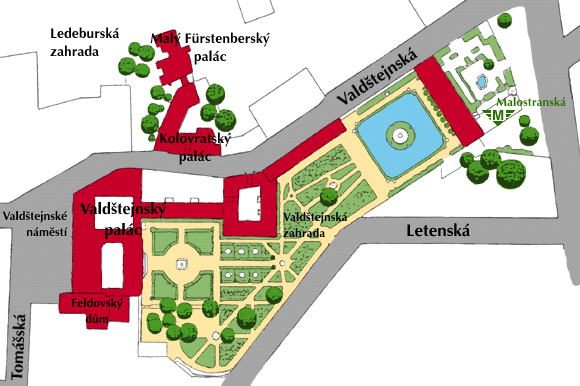
План забудови садиби Вальдштейна. Червоні - палацові і службові приміщення

Перебування в Італії, що пережила перший будівельний бум в добу Відродження, а потім новий - в добу ранішнього бароко, сформувало смаки замовника. Він забажав мати розкішну оселю на зразок італійських палаців і обов'язково грандіозних розмірів. Авантюриста Вальдштейна не зупиняли значні матеріальні витрати, повільні темпи робіт і відсутність добрих майстрів в самій Празі.
Втіленню широких намірів Вальдштейна сприяли вдалі обставини. Під час воєнних дій частково постраждали оселі під Празьким Градом (фортеця та замок з собором). Вальдштейн швидко купує 26 осель з садами і руйнує їх. Для будівництва своєї резиденції купує власний цегельний завод. Ділянка вийшла велика, але несиметрична.
На працю в Прагу запрошує цілу бригаду італійських архітекторів, що роблять обміри і створюють проект розкішної оселі. Над проектом і його втіленням працювали -
- архітектори Андреа Спецца (1580-1628)
- Джованні П'єроні (1586-1654)
- садівник Ніколо Себрегонді (1585-1652)
- художник Баччо Б'янко
- скульптор Адріан де Вріс (1545-1626)

### Перехідна доба
Бажання прискорити темп робіт спонукало власника набрати інтернаціональну команду - італійців, фламандців тощо. Різні за віком, школою і мистецькими настановами, вони дещо напомацки реалізували забаганку могутнього вельможі, багатства якого дозволяли утримувати навіть свою невелику армію.

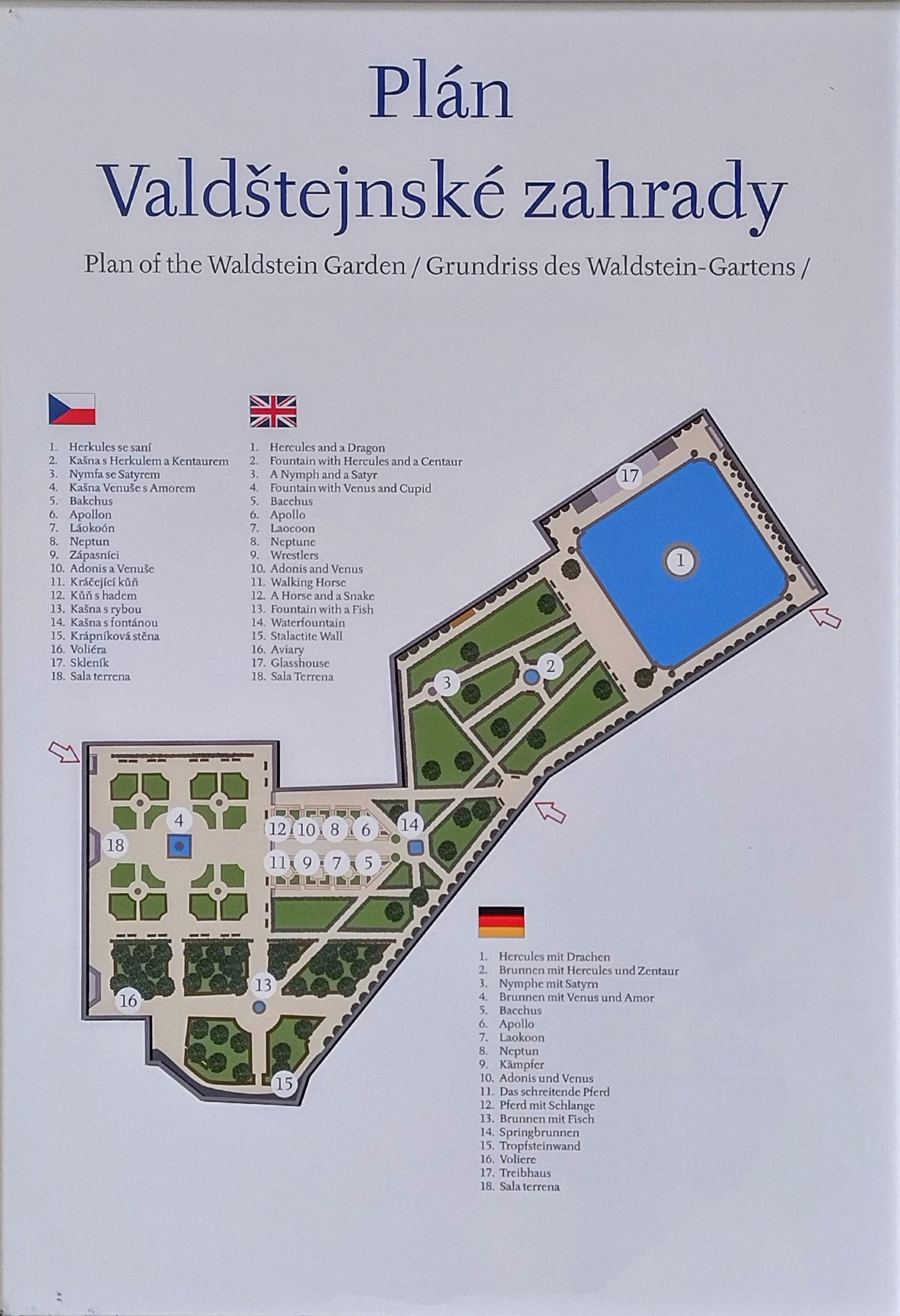
Карта-схема Валдштейнського парку

У 1624-1630 рр. на видовженій ділянці розпланували декілька палацових споруд, сад бароко, басейн, манеж, службові приміщення. Італійським архітекторам і на батьківщині доводилося працювати з несиметричними ділянками. Тому вони з честю вийшли з ускладнень і перетворили невигідний шмат землі на розкішну резиденцію, вдало опрацювавши її недоліки і підсиливши переваги. Вальдштейна не турбувала суміш стилів перехідної епохи. Адже вийшов розкішний ансамбль з елементами пізнього ренесансу, маньєризму (скульптура де Вріса) і ранішнього бароко. Парадні зали палацу прикрасили фрески, ліплення, плафони, килимові шпалери. Палац мав власну каплицю Св. Вацлава, що дорівнювала висоті самого палацу.

### Подальша доля
Пихатий вельможа насолоджувався резиденцією неповні чотири роки. Розпочав таємні переговори зі шведами на предмет переходу на їх бік в обмін на корону короля самостійної Богемії. Планам авантюриста перешкодили шпигуни австрійського імператора і Вальдштейна вбили у 1634 р.
У 1648 р. під час захоплення Праги військами шведів Валдштейнський палац пограбували і вивезли у Швецію скульптури Адріана де Вріса. В обмін на лояльність палац повернули нащадкам Валдштейна. У XVIII ст. тут працював припалацовий театр, де ставили опери і грали музику тогочасних композиторів, серед них твори Йозефа Мислівечека. Один з графів Валдштейнів був меценатом молодого композитора.
У XX ст. палац і сад бароко реставровані, доступні для відвідин. На порожні постаменти в саду встановлені копії скульптур де Вріса, оригінали яких вивезені в Швецію. Палац належить уряду республіки Чехія. Манеж після реконструкції перетворено на виставковий зал. Сад і палацові приміщення використовують для концертів.

## Галерея

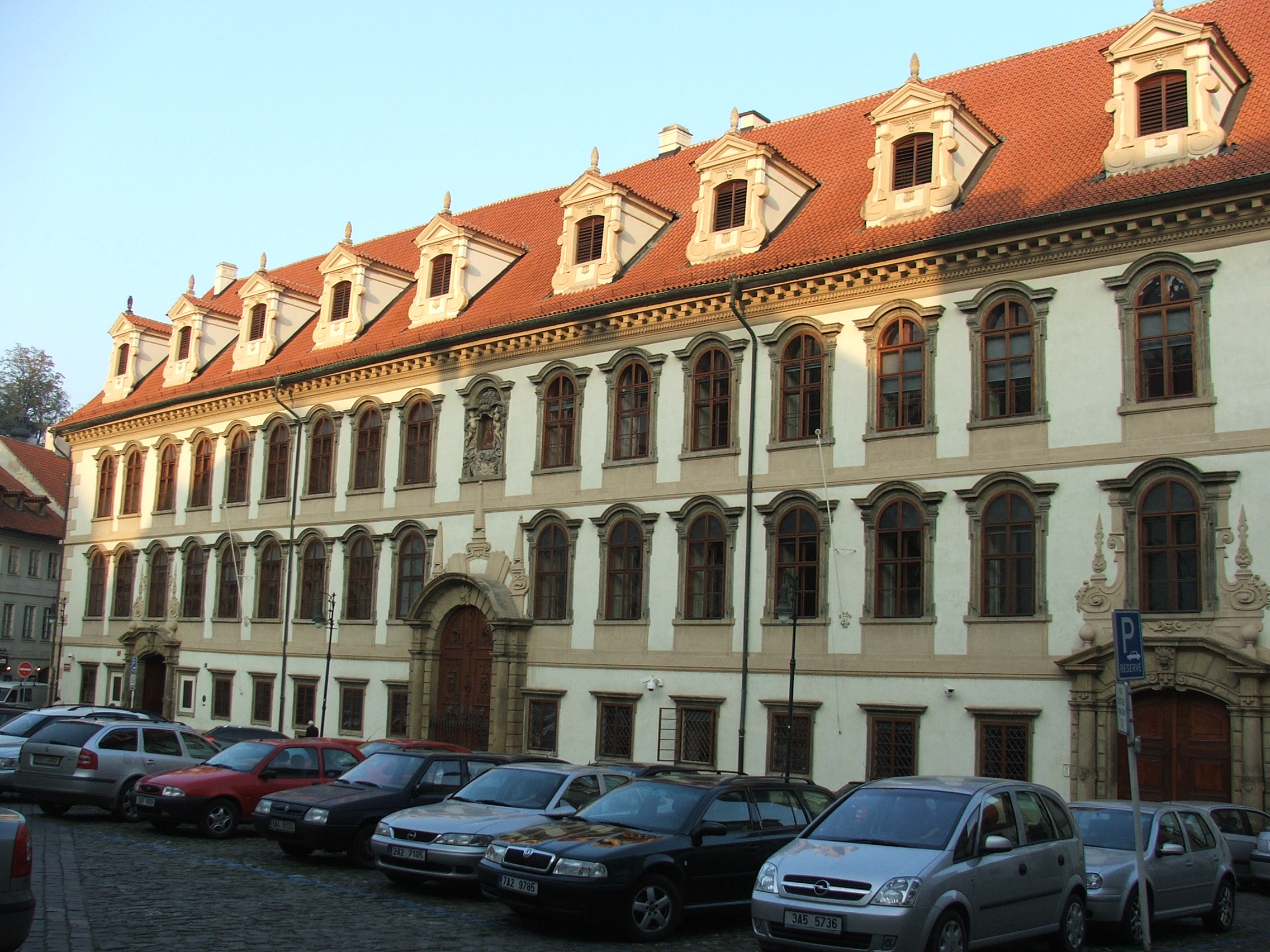
Головний фасад палацу на Валдштейнській площі (2007)
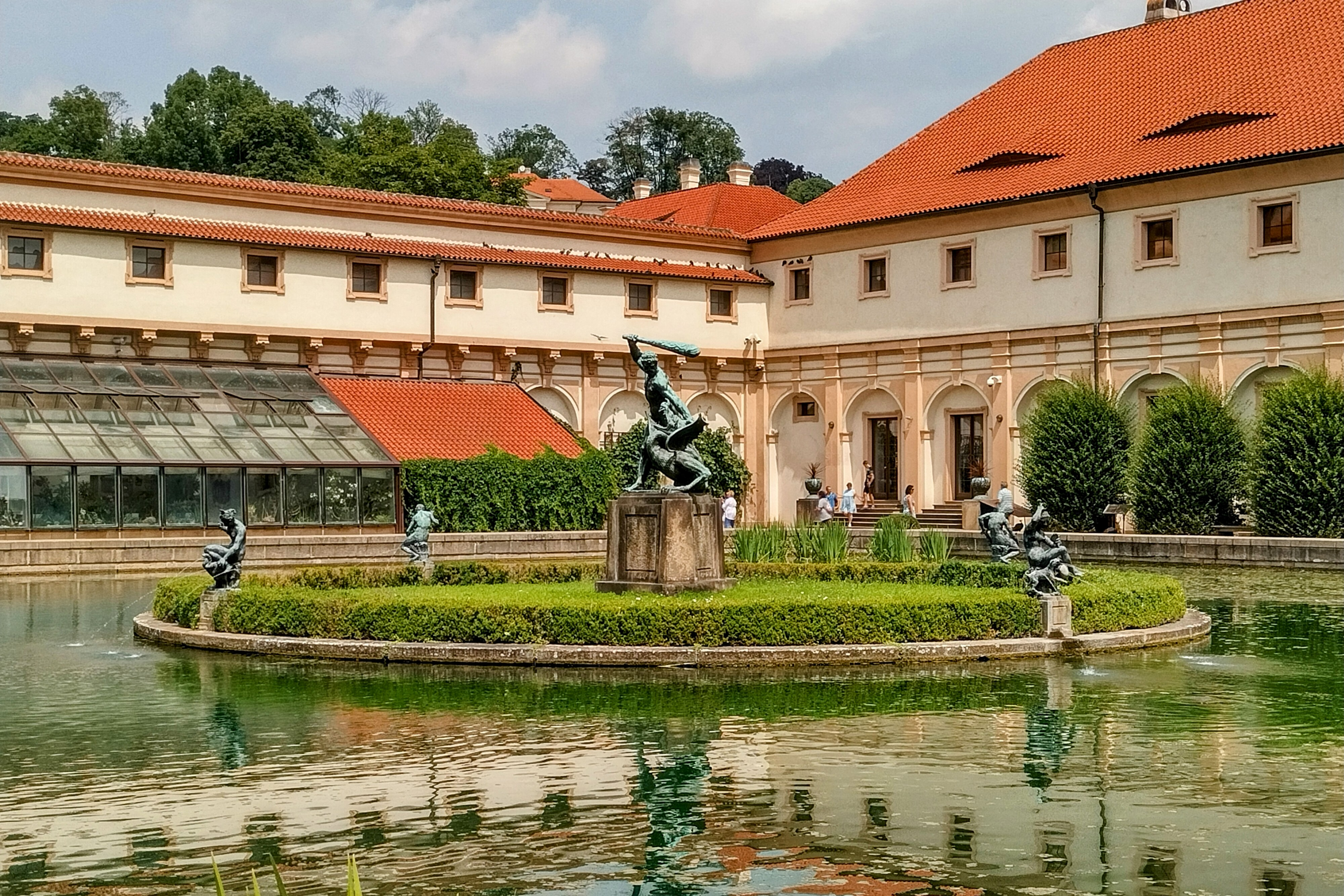
Школа верхової їзди та теплиця
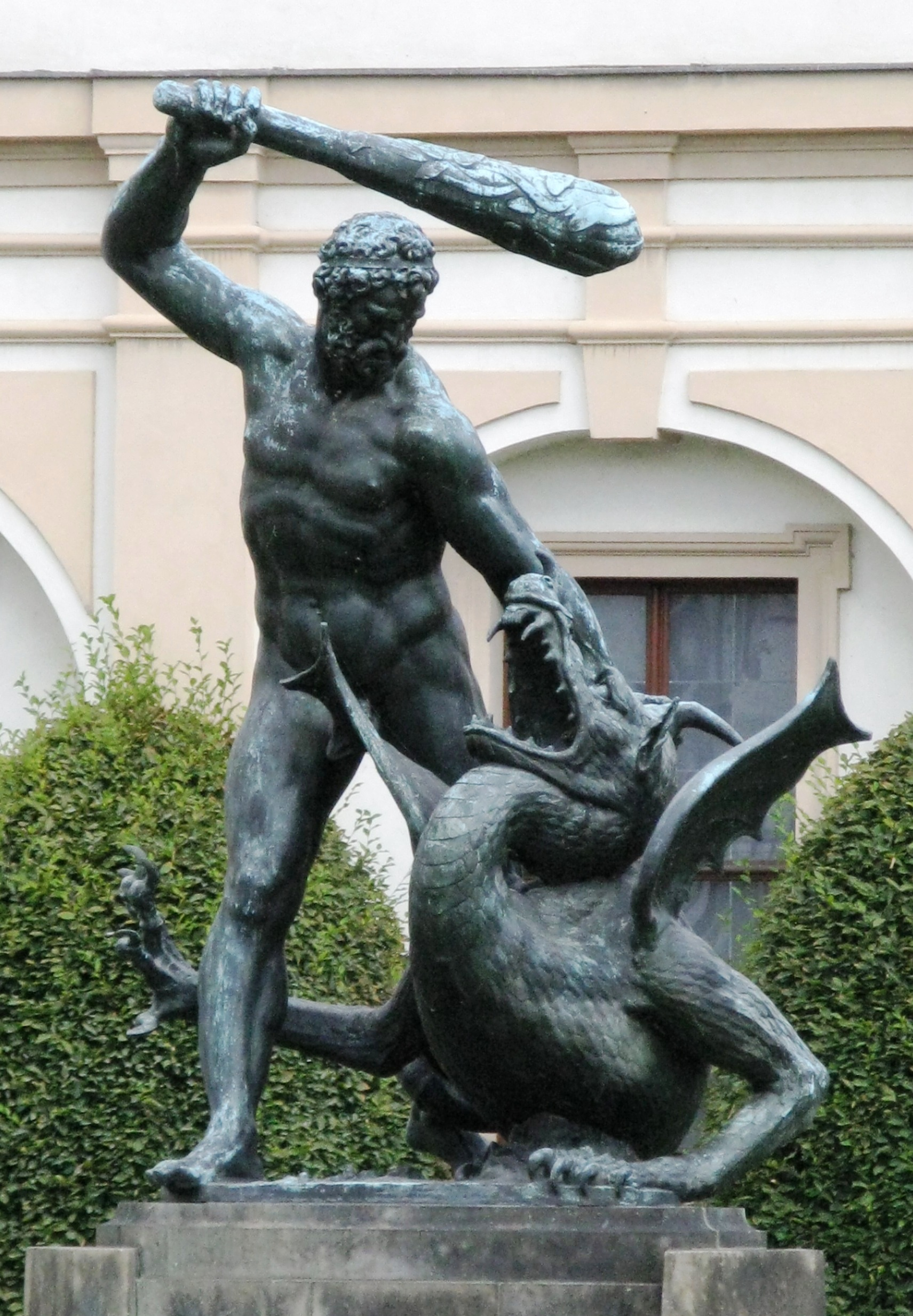
Геракл та Лернейська гідра
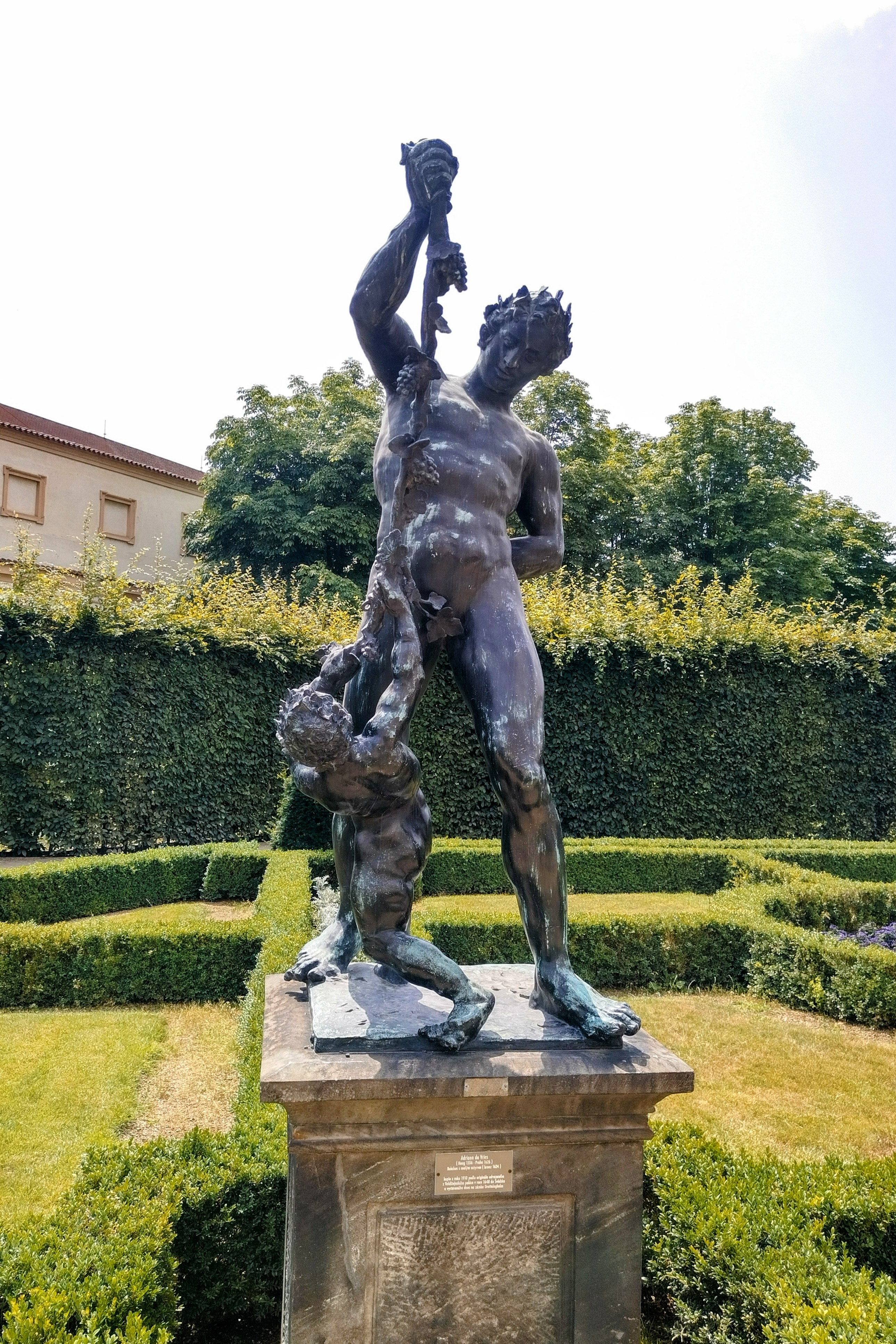
Бахус
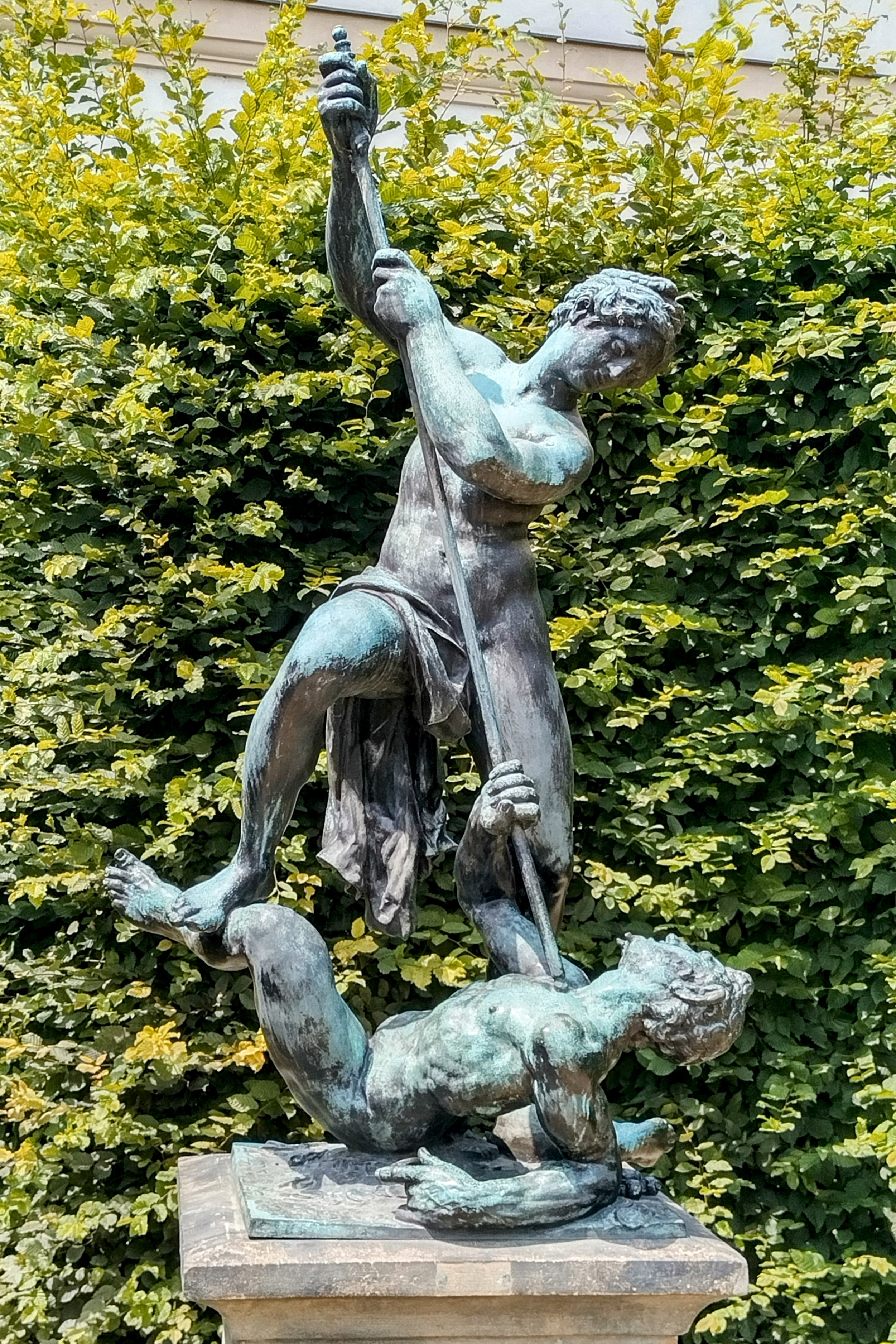
Бій німфи із сатиром
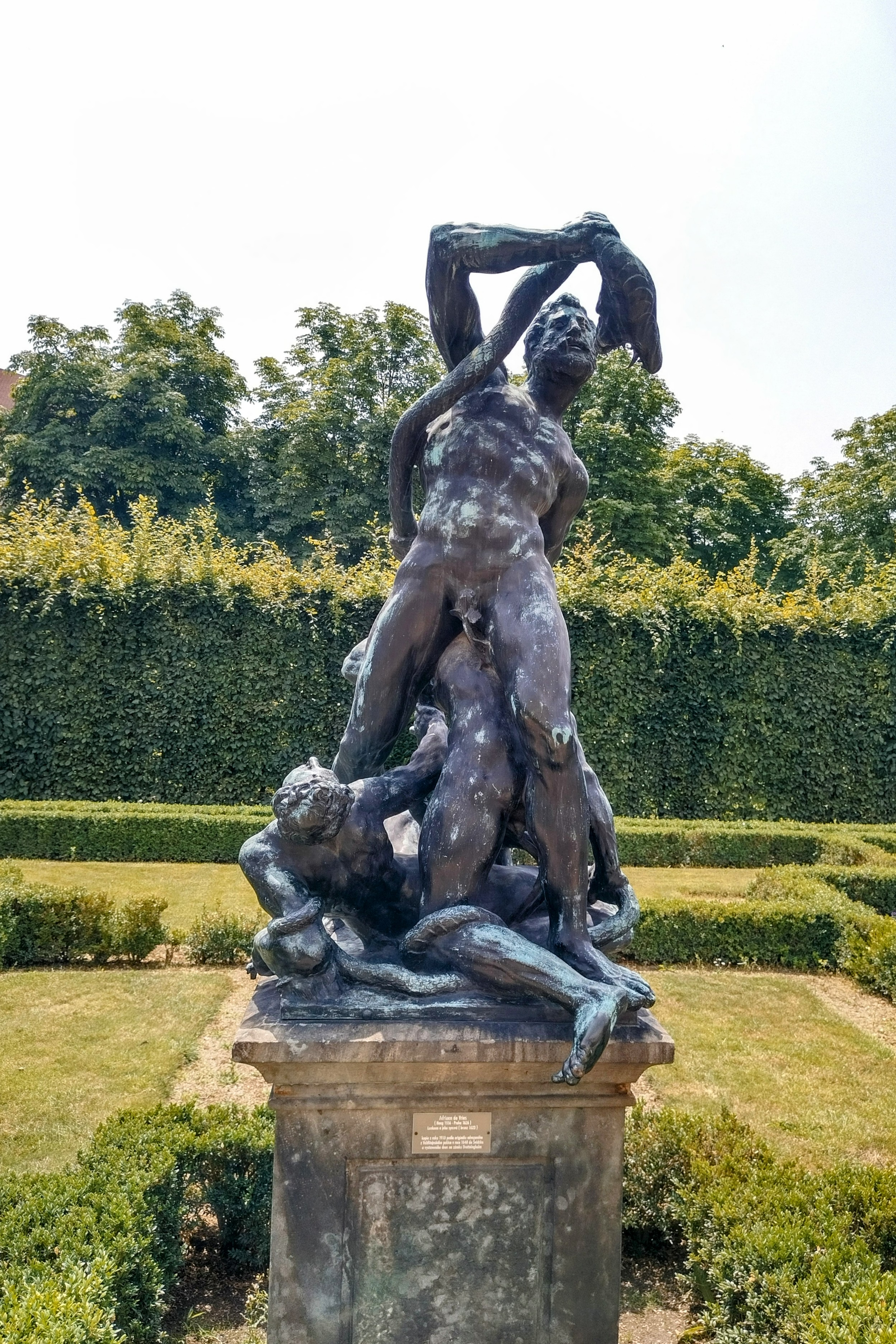
Лаокоон та його сини
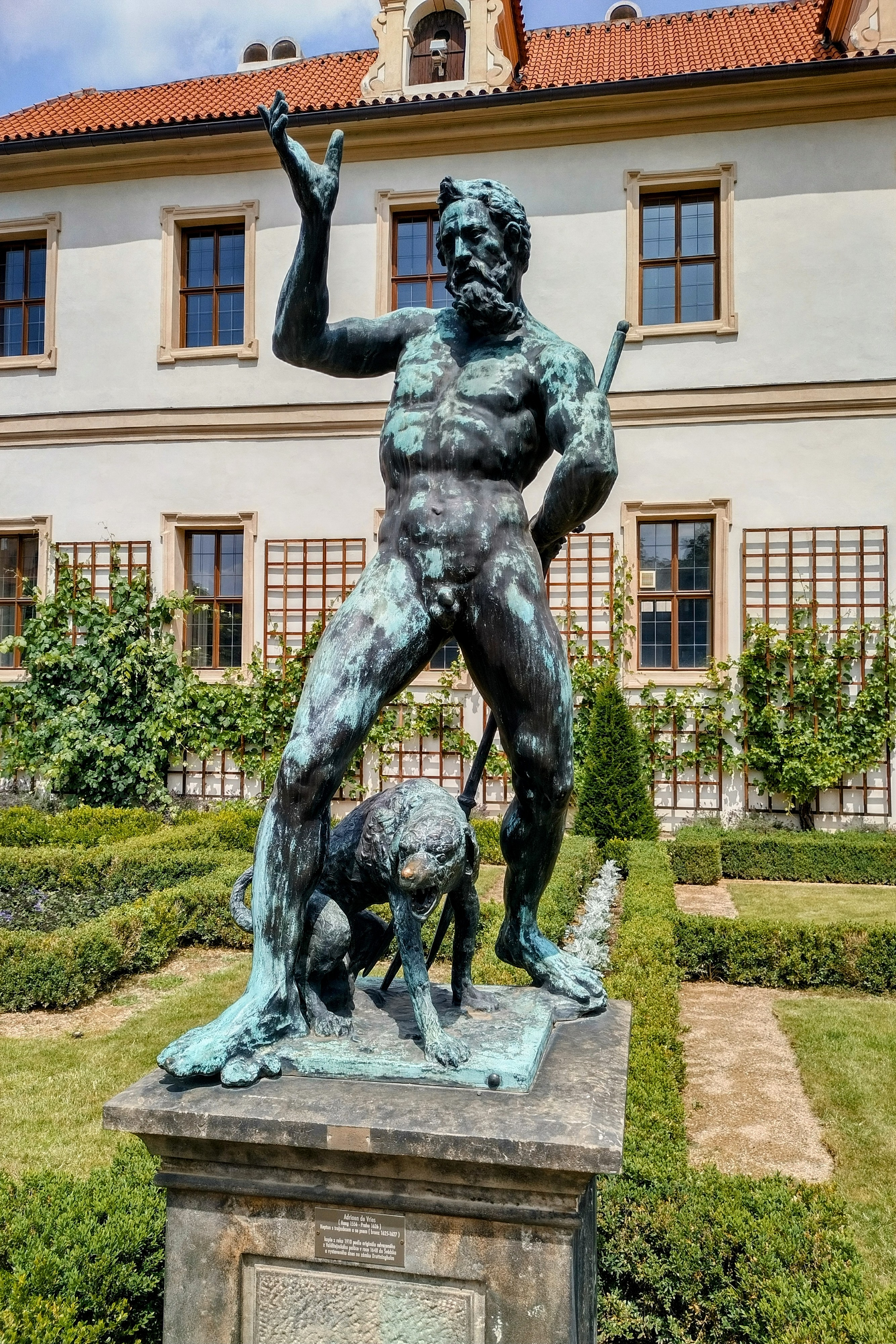
Нептун
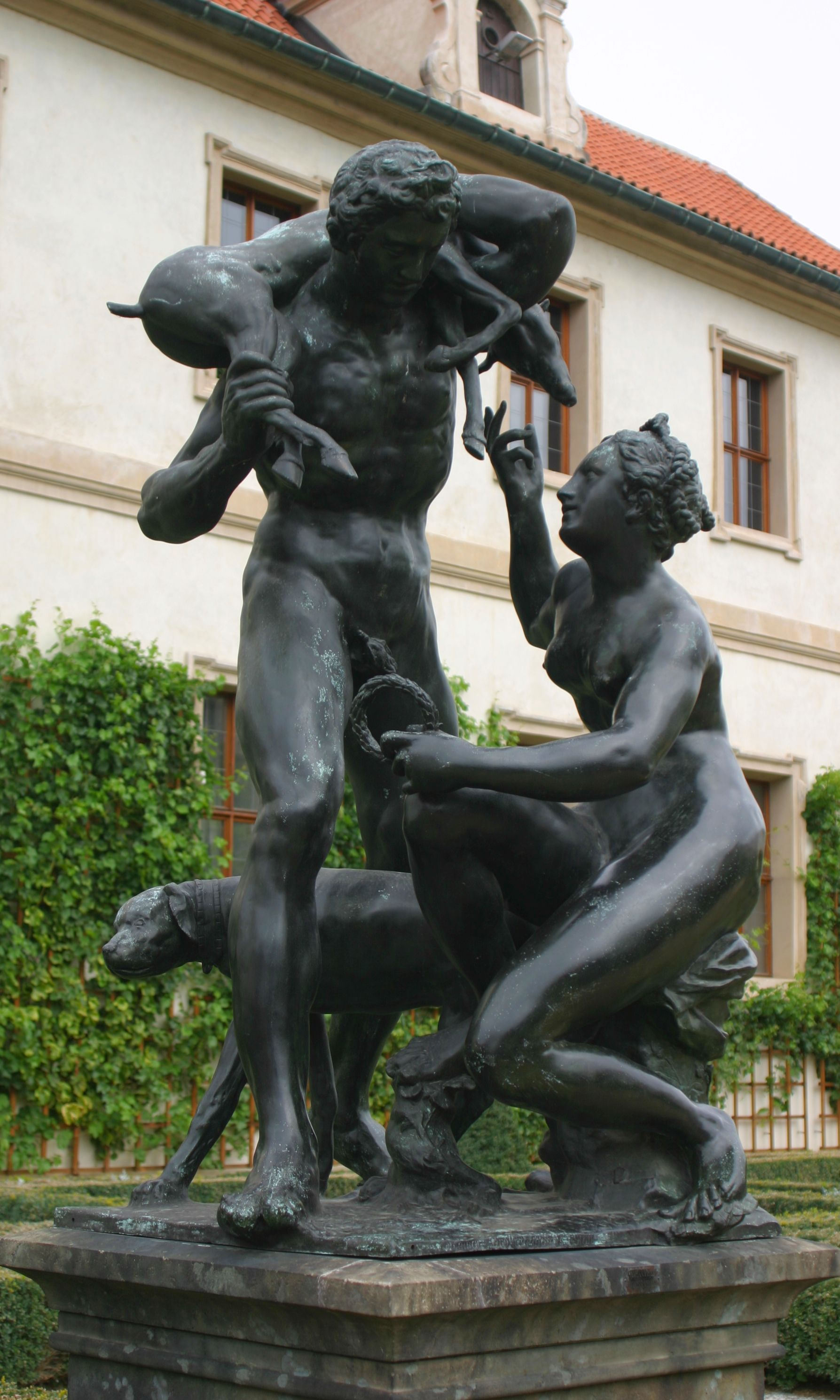
Адоніс і Венера
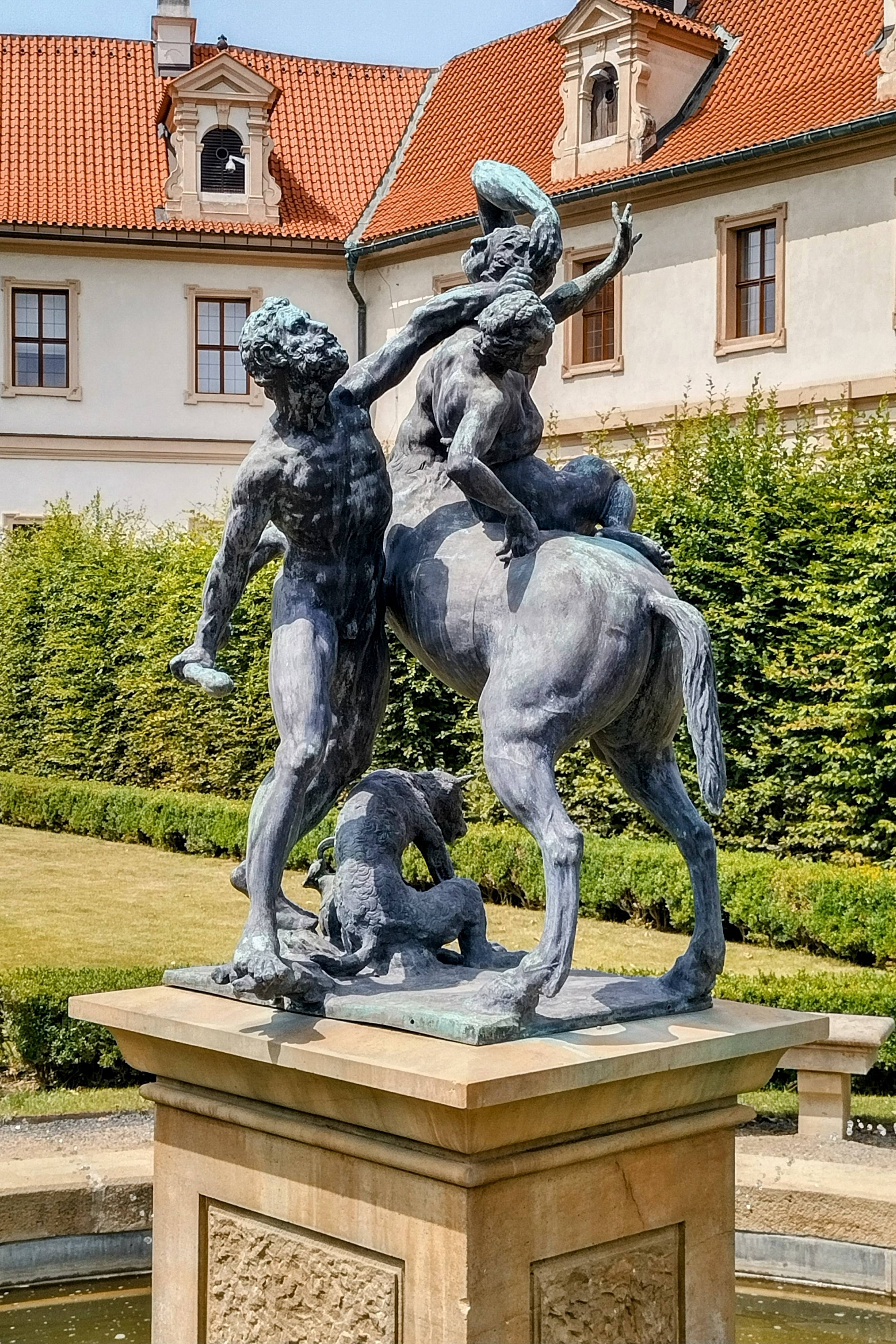
Фонтан "Геракл та Кентавр"
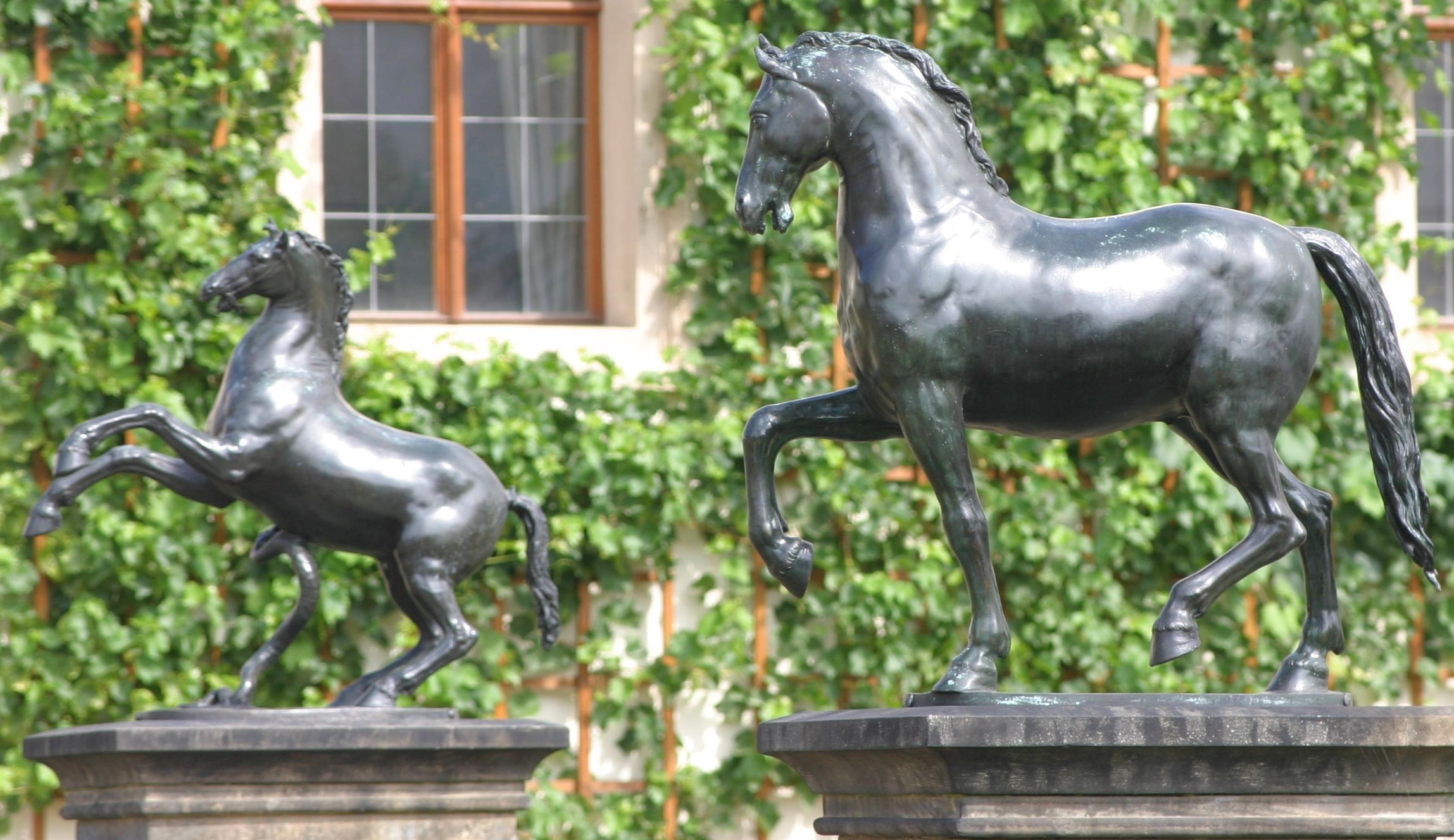
Кінь, що ступає, і кінь зі змієм
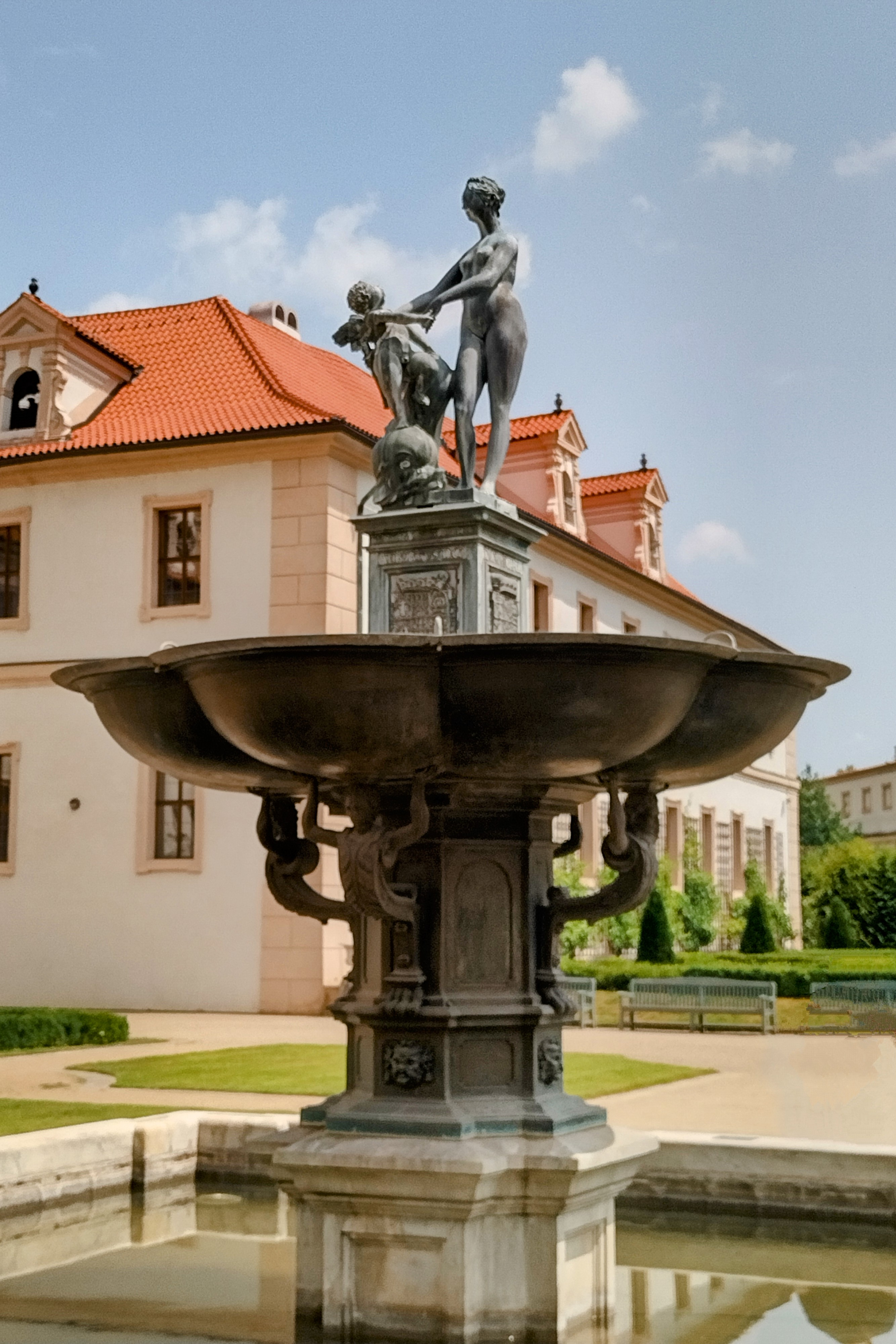
Фонтан "Венера з Амуром"
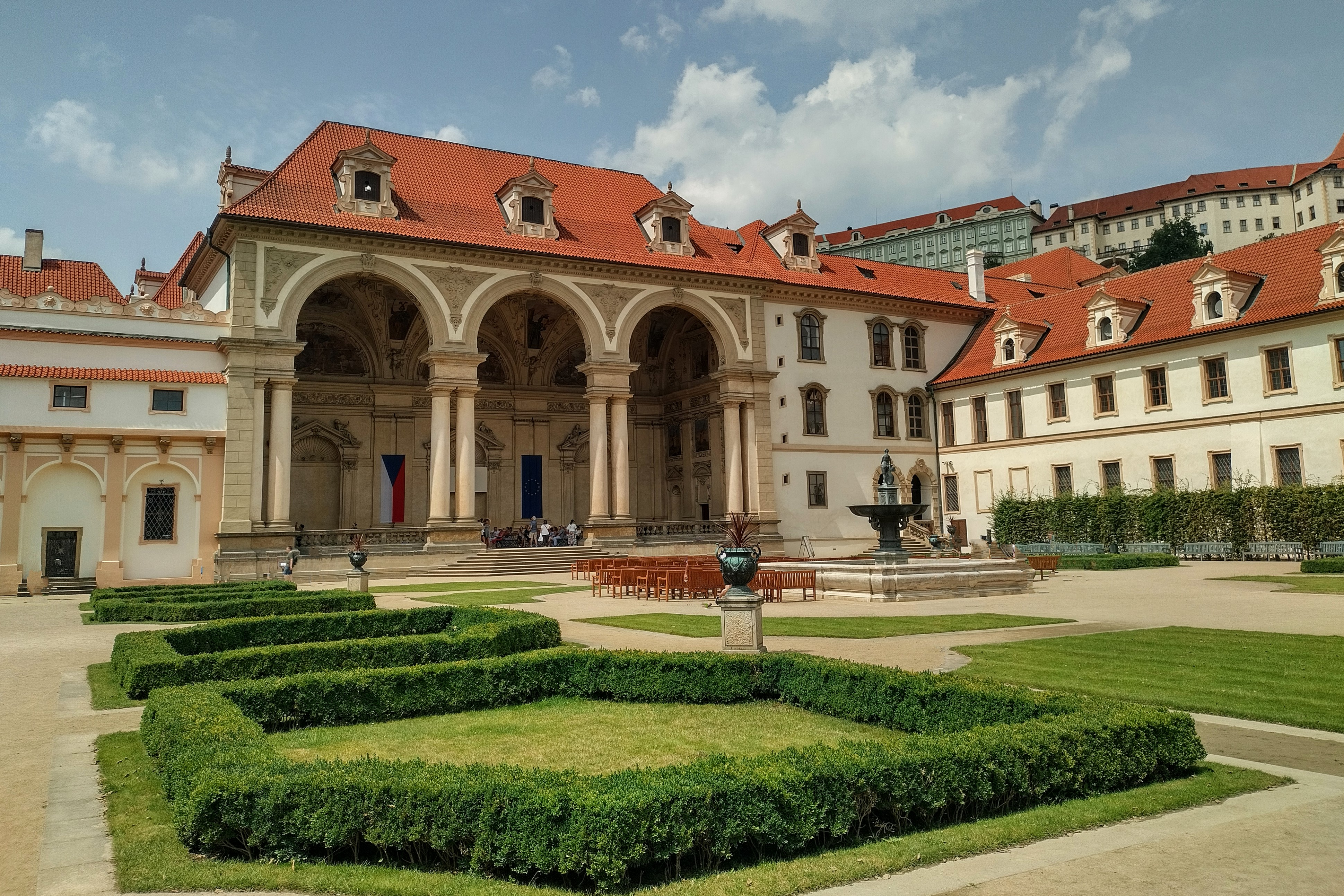
Sala terrena
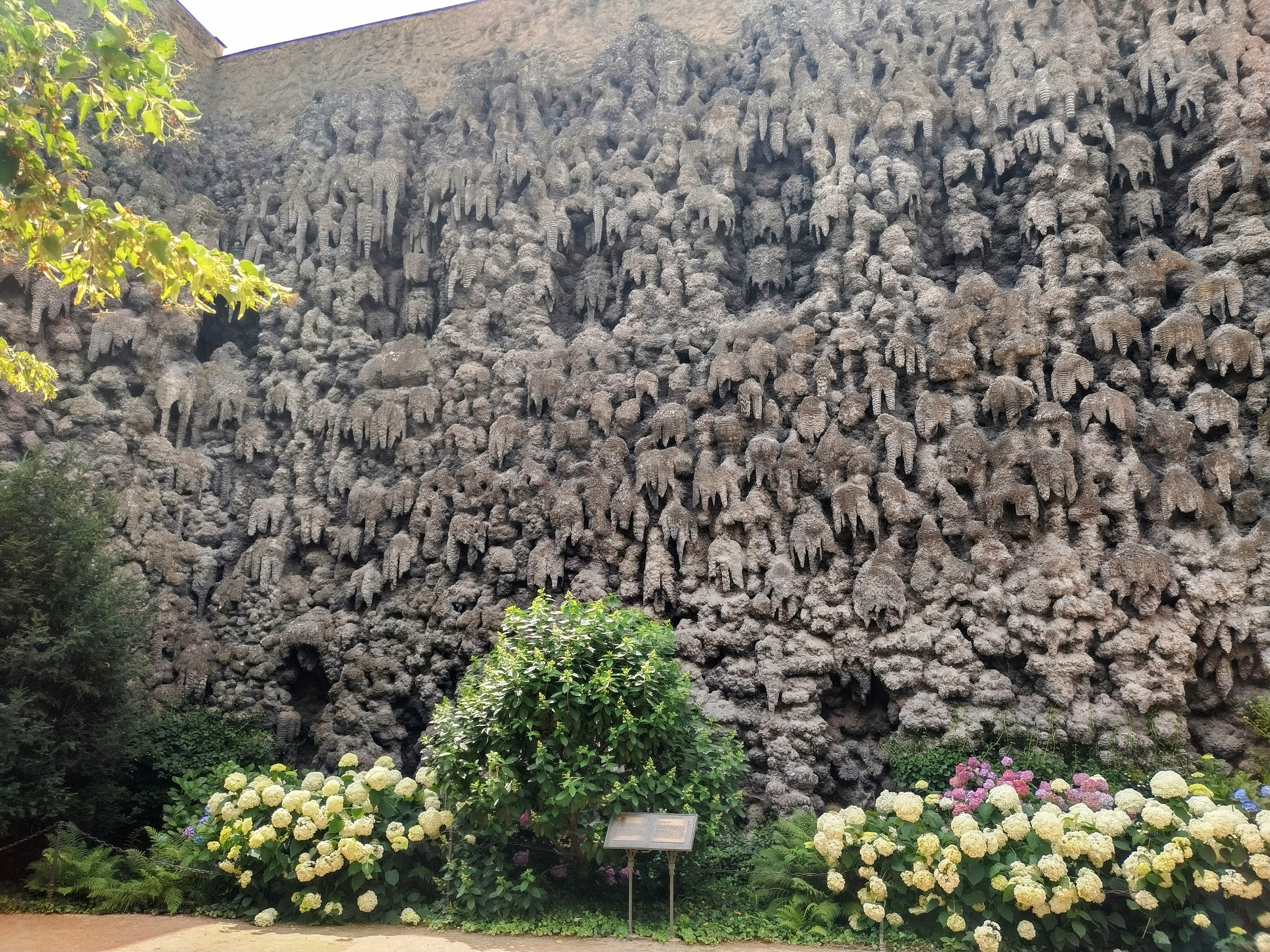
Сталактитова стіна "Грот"
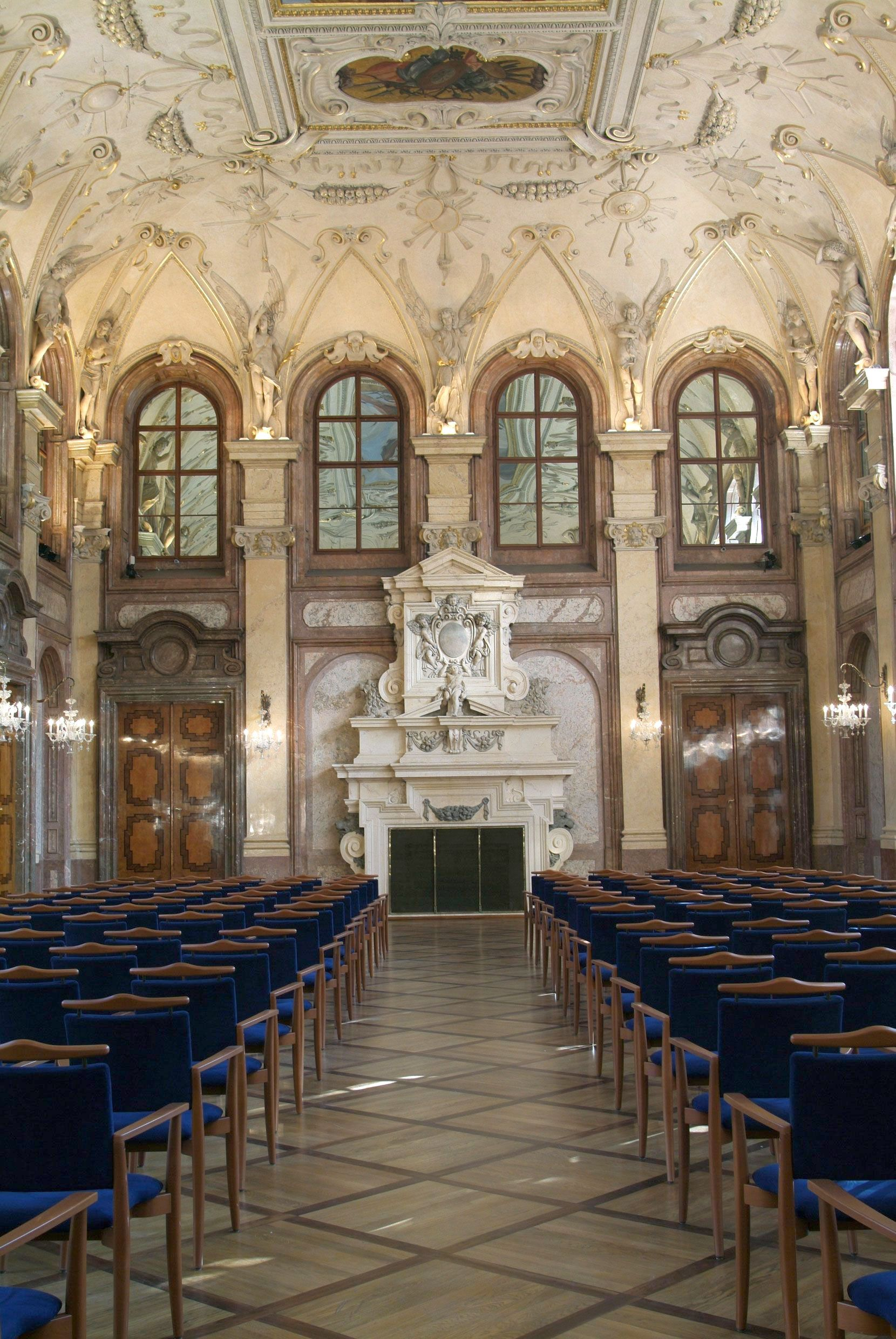
Головний зал палацу